# 方法 (明朝)
方法（？—1402年），字伯通，直隸安慶府桐城縣人，明朝政治人物。

## 生平
方法是建文元年（1399年）己卯科應天鄉試舉人，鄉試正考官為方孝孺。授四川都司斷事，建文四年（1402年）諸位官員上表祝賀朱棣登基，方法拒絕署名，投筆而出。曾作文遙祭方孝孺，後來被逮捕，乘船經望江時瞻拜故鄉說：“得望我先人廬舍足矣”，投江而亡。